# Призма Глана — Томпсона

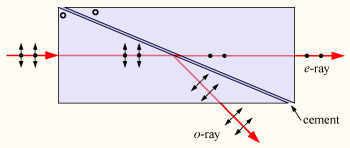
Призма Глана — Томпсона отклоняет обыкновенный p-поляризованный луч и пропускает необыкновенный s-поляризованный луч. Две половины призмы соединены оптическим клеем, а оси кристаллов перпендикулярны плоскости диаграммы. Нижний красный луч, выходящий из призмы, претерпевает преломление, что не показано на этой диаграмме.

Призма Глана — Томпсона — это тип поляризационной призмы, подобной призмам Николя и Глана — Фуко.

## Устройство
Призма Глана — Томпсона состоит из двух прямоугольных кальцитовых призм, скреплённых вместе своими длинными гранями (основаниями). Оптические оси кристаллов кальцита параллельны и ориентированы перпендикулярно плоскости отражения. Двулучепреломление разделяет свет, попадающий в призму, на два луча с разными показателями преломления; обыкновенный p- поляризованный луч испытывает полное внутренне отражение от границы кальцит-цемент, оставляя проходящий s-поляризованный необыкновенный луч. Таким образом, призму можно использовать в качестве поляризационного светоделителя.
Традиционно канадский бальзам использовался в качестве цемента при сборке этих призм, но его в значительной степени заменили синтетические полимеры.

## Характеристики
По сравнению с аналогичной призмой Глана — Фуко, призма Глана — Томпсона имеет более широкий угол приёма, но гораздо более низкий предел максимальной освещённости (из-за ограничений оптического повреждения цементного слоя).